# کسری طاهری
کسری طاهری (زادهٔ ۱۵ مرداد ۱۳۸۵) بازیکن فوتبال اهل ایران است که در پست مهاجم برای باشگاه فوتبال پیکان در لیگ برتر خلیج فارس بازی می‌کند.

## شروع حرفه ای
وی در ۱۱ سالگی با سپاهان در تست جوانان شرکت کرد و در تیم جوانان این تیم راه یافت.

## دوران باشگاهی
کسری در ۱۹ فوریه ۲۰۲۴ قراردادی سه ساله با باشگاه روبین کازان لیگ برتر روسیه امضا کرد. او پس از سردار آزمون، رضا شکاری و علیرضا حقیقی چهارمین بازیکن ایرانی تاریخ روبین شد.
طاهری اولین بازی خود را برای روبین در ۸ آوریل ۲۰۲۴ مقابل اورنبورگ انجام داد.

## دوران ملی
طاهری با تیم زیر ۱۶ سال ایران در مسابقات قهرمانی زیر ۱۶ سال کافا ۲۰۲۲ شرکت کرد. او در طول مسابقات ۳ گل به ثمر رساند که دومین گل برتر در تیم بود و تیمش به عنوان قهرمانی تاج گذاری کرد.
طاهری با ایران زیر ۱۷ سال در جام ملت‌های آسیا ۲۰۲۳ زیر ۱۷ سال حضور داشت. او در طول مسابقات ۲ گل به ثمر رساند، هر دو در برابر افغانستان در مرحله گروهی. ایران بعداً به نیمه نهایی رسید و به جام جهانی زیر ۱۷ سال ۲۰۲۳ راه یافت.
طاهری عضوی از تیم زیر ۱۷ سال ایران بود که در جام جهانی زیر ۱۷ سال ۲۰۲۳ شرکت کرد. او در مرحله گروهی ۲ گل مقابل برزیل و نیوکالدونیا به ثمر رساند تا به تیمش کمک کند تا به مرحله یک‌هشتم نهایی صعود کند، جایی که آنها در ضربات پنالتی مغلوب مراکش شدند و طاهری در نهایت تلاش خود را از دست داد.